# 巷説百物語
『巷説百物語』（こうせつひゃくものがたり）は、角川書店から刊行されている京極夏彦の妖怪時代小説。「巷説百物語シリーズ」の第１作目。1997年より角川書店が発行する妖怪マガジン『怪』創刊号より作品の連載が開始され、1999年の第伍号まで連載されたものを収録している。

## 概要
舞台は江戸時代、御行の又市が率いる小悪党一味が公には裁けない事件を金銭で請け負い、妖怪の伝承を利用した仕掛けを駆使して解決するという物語。主要登場人物は同一だが、各章が内容的に独立した物語であり短編集の様な形式になっている。
「百物語」ということで、いくつかの異なった「語り」を重ね合わせるスタイルとなっており、語り同士の生むモアレが事実を韜晦させたり伏線になっている。

## 主な登場人物
主要登場人物は巷説百物語シリーズを参照。

## 小豆洗い
時は春。越後の山奥にある枝折峠の川岸の山小屋の中、夜半になっても静まる気配のない悪天の長い夜に、百物語が始まる。（『怪』第零号 掲載）

### 登場人物
円海（えんかい）
円業寺という寺院に属する旅の僧侶。枝折峠周辺の山中の出身。寺の用で江戸から戻る途中、迂回せず山へ分け入り寺へ向かったのが仇となり、天候を読み違えて山中で豪雨に見舞われ、又市にいざなわれて山小屋を訪れる。
伍兵ヱ（ごへえ）
鬼の洗濯板と呼ばれる岩場の先に建つ山小屋の主人。老いさらばえた、干からびたような、痩せた小さな男。漆喰の染みの如くに小屋の中の風景に定着している。
おぎん
傀儡師、山猫廻し。摂津国の生まれ。10年程前、13歳の頃に2歳上のりくという姉が嫁に行く前に山猫に魅入られた百物語を話す。
備中屋 徳右衛門（びっちゅうや とくえもん）
50から60歳位の初老の商人。江戸は日本橋で雑穀問屋を営んでいるという。以前の自分は守銭奴で、少々知恵の足りな弥助だけを可愛がって養子に迎え、懸命に尽くしてくれる番頭の辰五郎の嫉妬を買って弥助が殺されてしまって以来、店の中で小豆洗いの怪事が起きたという百物語を話す。

## 白蔵主
甲斐の国・夢山の狐杜にやってきた弥作は、おぎんと出会い、宝塔寺に役人が捕り物に入ったと聞くが、そのまま気を失ってしまう。（『怪』第壱号 掲載）

### 登場人物
弥作（やさく）
10年前に甲州に流れてきた元狩人。元は上州の生まれで、5年前まで狐杜の周辺で狐を釣って生計を立てていた。熊脂で烹た鼠を餌に狐を生け捕りにして、槌で殴り殺して傷をつけずに生皮を剥いでいたので、高く売れた。登和という思い人がいる。
伊蔵（いぞう）
異名：茶枳尼の伊蔵（だきに の いぞう）
5年ほど前まで江戸大阪を荒らしまわっていた盗賊団「荼吉尼組」の頭目。悪鬼羅刹の如き非道な所業で天下に轟く大悪人。盗人の中でも下の下で、犯す殺すの畜生仕事で、盗賊仲間からも忌み嫌われていた。
宝塔寺に潜伏していたところを役人に捕まったらしい。
白玄（はくげん）
宝塔寺の住職。慈悲深く、普賢菩薩の生まれ変わりとまでいわれた人物で、「普賢和尚」の通称で呼ばれている。百介によると、6日前に本堂で亡くなっているのを発見されたという。

## 舞首
伊豆国の巴が淵の辺りに棲みついた、鬼虎の悪五郎と呼ばれる男を巡っておこる争い。しかしそれには意外な顛末が待っていた。（『怪』第弐号 掲載）

### 登場人物
悪五郎（あくごろう）
異名：鬼虎の悪五郎（おにとら の あくごろう）
巴が淵の近くに住む荒くれ者。身の丈こそ高くないが、二ツ名の通り、鬼とも虎ともつかぬ凶露しげな面構えで、剛毛に覆われた太り肉は石のように堅い。
火縄を使わせれば跳ねる兎の朱眼を打ち抜き、弓矢を使わせれば隼をも射落とすという天下無双の腕前で、人の背丈程の大岩を軽々と動かし、山刀1本で巨木をも伐り倒すという人並み外れた大力の持ち主として、遠国まで評判が聞こえている。
年柄年中大酒を食らう酒好き。どんな時でも賭け事だけはやめられぬといつも口にしており、月に何度か里に下りては博打を打ち、儲かった日は一斗樽で酒を買って担いで山に帰る。博打場では実に綺麗に遊び、酒屋でも狼藉を働くことはないが、女癖の悪さは尋常でなく、旅の女や町家の娘を力任せに攫って嬲り、延々と辱めるという。
小三太（こさんた）
異名：黒達磨の小三太（くろだるま の こさんた）
黒達磨組を率いる田舎侠客。手段を選ばず欲しいものを手に入れるために喧嘩渡世に入り、3年前に大恩ある安宅の十蔵を謀殺して力ずくで地位を奪った。
性質は凶暴、子分衆の数も50人から居て、一度に15人は叩き殺せる腕っ節と評判の怪物だが、豪気な噂の割に吝嗇れの守銭奴で、一度手に入れたものは何が何でも手放したくないという尋常ならぬ執着心の持ち主で、他人の痛みの解らぬ侠客の風上にも置けない外道。
鬼虎に賭場を破壊され、子分も重傷を負わされたため、鬼虎の命を狙っている。3年前に嫁入り先の油問屋を首切り又重に皆殺しにされたという鳥追いの女に唆され、又重と悪五郎の首級を取って70両と揺るがぬ威信を得ようとする。
石川 又重郎（いしかわ またじゅうろう）
異名：首切りの又重（くびきり の またじゅう）
駿州浪人の剣客で人斬りを生業とする無頼。出会い頭に横薙ぎの一刃で喉笛を切り裂き首をも落とすことから首切りの異名を取った。兎に角人が斬れれば良いと、頼まれれば女子供でも何の躊躇もなく斬る外道で、50両の賞金が懸かっている。どんな大義名分があろうと人殺しは人殺しで、無益な殺生などというものはないと考えている。
殺人剣の技は天性のもので、矯正することが出来ず幾つもの道場を破門され、人を斬り殺したいという業を抑えて用心棒や道場破りで己を保っていたのだが、5年程前に詰まらぬ諍いで中間奴を3人惨殺して歯止めが失われて辻斬りを始める。3年前に盗賊に雇われ両国の油問屋を皆殺しにして江戸に居られなくなり、もっと人が斬りたくて諸国の宿場で人を殺し続けた。
駿河で役人を斬って刀を奪った。峠で拾った鳥追いの女にせがまれて入った一膳飯屋の親父から、20両で娘を鬼虎から取り返すように依頼される。
田所 十内（たどころ じゅうない）
徒目付。前年より忍び目付に任命され、韮山の代官所の監査のため、お忍びで伊豆にやってきている。

## 芝右衛門狸
淡路の国。芝右衛門の孫娘が惨殺された。気落ちする芝右衛門の前に狸が現れ、心を通わすうちに冗談で人に化けてやって来いと語る。翌日、その狸だと名乗る老人がやってくる。（『怪』第参号 掲載）

### 登場人物
芝右衛門（しばえもん）
淡路の比較的豊かな農民。金壺眼の善く笑う好々爺で、頭は辛うじて髷が結えるという程につるりと禿げ上がっている。まじめで温厚な性格のため「芝殿」と呼ばれ人々に親しまれていた。洒脱を解する風流人の顔も持ち、田舎百姓の割に学があって読み書きも得手で、江戸や京からの客人を持て成しては土産話を聞いて、読み本絵草紙の類も善く読む。
村はずれに掛かった人形浄瑠璃の最中、孫娘のていが何者かに殺害されてしまうが、下手人は見つからなかった。傷心の中で、庭にやってきた狸と心を交わすようになる。
芝右衛門狸（しばえもんたぬき）
堂ノ浦に住む130歳の老狸だと名乗る老人。阿波日開野の金長狸の眷属。様々なことに通じ、特に芝居が好きで、大坂あたりでは芝居もん狸と呼ばれているらしい。
ていを殺したのは金長六右衛門の狸合戦で六右衛門を裏切りとんずらを決め込んだ尾張の長二郎狸だと告げる。
てい
芝右衛門の孫娘。享年9歳。村外れに掛かった人形浄瑠璃を一族総出で見物に行った際、芝居の途中で憚に行こうとして辻斬りに遭い、頭を真正面から真っ二つに唐竹割りに割られて殺害される。
市村 松之輔（いちむら まつのすけ）
人形遣い。徳州公の覚えも禧き人形浄瑠璃の市村座の座長。3月前より、阿波国徳島藩主の家臣、淡州支配にして洲本城城代の稲田九郎兵衛の命により、さる身分の高い侍とその一行の身を預かることになる。
藤左衛門（とうざえもん）
身分の高い若侍のお付の初老の武士。あざが絶えず、疲れ切っている。若侍が狸の物の怪に悩まされているといい、松之輔に正体を暴くように頼む。
松平 長二郎（まつだいら ちょうじろう）
市村一座が稲田の命令で預かった高貴な身分の若侍。気が立つと無性に人を斬りたくなる病に罹っており、遺恨なく金品も盗らず、身分や男女の差を問わず、ただ夜陰に紛れ、行き合った者の息の根が止まるまで斬ってただ殺す。京都や大坂で辻斬りを繰り返し、15人近い犠牲者を出した。
夜な夜な狸が寝所に現れて語りかけ、眠りを妨げられて見る蔭もなく窶れ果てている。
稲田 九郎兵衛（いなだ くろべえ）
淡州支配にして洲本城城代、蜂須賀家家老。際立った特産がない淡路を仕置きしているので、財源にならない道楽と蔭で顔を顰めている様子がある。堅物ではあるが与太話に目がなく、不思議の真贋を見極めるのが好きで、諸国の珍談奇談を記した書物は大抵読んでいるのだが、その裏返しで兎に角小理屈を言って素直に受け取らない無粋な面も持つ。芝居も人形も嫌いではなく、藩主に従って表向きは人形芝居を奨励しているものの、わざわざ人形を操る人形芝居には納得出来ていない。松之輔を呼び出して登場させ、丹波興行の際に京都で客人を丁重に預かるよう申し付ける。
足立 勘兵衛（あだち かんべえ）
探査役の役人。ていが辻斬りに惨殺された事件の吟味役を担当し、後に稲田九郎兵衛の命で芝右衛門狸の噂の真相を探りに来た。秋も深まる10月半ば、徳島藩主である蜂須賀公も訪れた松之輔一座の人形浄瑠璃の最中に信じられぬ事件が起き、その事件が事前に予告されていたと証言する。

## 塩の長司
四玉の徳次郎は、塩谷長次郎と名乗って興行していた。そしてお蝶という、信州で拾った記憶をなくしている娘の素性を探るように又市に依頼する。徳次郎は本物の塩谷長司の情報を手に入れていたのだ。そして5月半ば、馬飼長者の屋敷で怪異が起こり始める。（『怪』第四号 掲載）

### 登場人物
お蝶（おちょう）
徳次郎一座の下働き。富士の山中で薬売りに拾われて信州の旅籠の下働きになり、目に余る程酷く苛められていた所を5年前に徳次郎が拾った。今年で18か19歳になる。幼いころの記憶がないが、見つかった時に「ちょうじ、塩」と譫言のように繰り返していたのでおちょうと名付けられたという経緯から、長次郎の娘のおさんだという疑いが生まれる。
長次郎（ちょうじろう）
異名：塩屋長司（しおやちょうじ）
加賀の国は小塩ヶ浦の馬飼長者2代目。20年ばかり前にこの地に流れ着いた馬喰だった。馬扱いに長け、塩の長者と呼ばれた豪農の娘婿になって馬販を始め、蓄財を3倍にしたことで、塩の浦の馬飼長者と呼ばれるようになる。入り婿で、元の名は乙松とも弥蔵とも伝えられる。
人柄も働き振りも申し分なく、信心も熱心、気前も良く貧しい者への施しも善くしていたので、近隣の馬徒の長として信望が厚かった。だが、これらの良い噂に反し、悪食で馬を喰うという悪い噂が存在する。
12年前の正月16日の藪入りの日に三島の夜行一味に自分を除く先代長次郎、妻、そして当時6つばかりだった娘の一家全員を殺されている。以来人前にめったに顔を出すことがなくなり、平助以外の人間と口を利かず、より狡猾に老獪に商売をするようになり、横柄な振る舞いも見せるようになった
百鬼丸（ひゃっきまる）
三島の夜行一味という、関東から北を縄張りにして奥州から甲州まで荒らし回った凶賊の頭領。残忍で容赦がなく、手間のかかることを嫌う性格で、山の民や川の民の寄せ集めなので里の者に怨みを持っており、殺さなくてもいいような時まで家人を殺していた。
夜行丸（やぎょうまる）
三島の夜行一味のもう一人の頭領。百鬼丸の双子の弟。賢いので危険なことは避けて仕事をした。馬の扱いに長けており、すばしこく山の斜面でも馬を乗りこなす。
平助（へいすけ）
長次郎の屋敷の番頭。長次郎より10ばかり若い。12年前は下男で、身寄りがなく藪入りでも帰る処がなかったので長者家族に同行していた。長次郎一家が惨殺されるのを見ていたが何もできなかったことを悔い、長次郎を全面的に支えることを心に誓った。非道だと思っても耐えながら無理にでも外に対して悪役を演じることで贖罪を表明している。

## 柳女
おぎんの幼馴染が、北品川宿の老舗旅籠に嫁入りが決まる。しかしそこの主人の妻が連続で死亡および失踪し、子供もなくなっているという。おぎんは真相を暴くように又市に頼む。（『怪』第伍号 掲載）

### 登場人物
柳屋 吉兵衛（やなぎや きちべえ）
北品川宿の老舗旅籠「柳屋」の現主人で10代目。今年で40歳になる。物の道理が判り、学も商才もあって、人当たりも良く、女にも優しい色男で、童も殊の外好きだという。気立てが良く親切で人の良い優男なので評判は良く、責任感が強く真面目なので、少々熱心過ぎる程に商売熱心。
10年前から4度に渡り妻と子を失っており、最初の妻子をなくして以降、次々と信心を変えている。信心こそしたが、若い頃から極めて合理的な種類の人間で、漢詩唐詩に精通した智者でもあった所為か、頑として迷信を信じなかった。10年前に南品川の千体荒神堂の講に加わったのを契機に初代・宗右衛門の代からあった柳の祠を10年前に打ち壊し、3月27日の荒神様の大祭の日に護摩壇の火にくべてしまう。
八重（やえ）
おぎんの幼馴染。今年で25歳になる。茅場町の薬種問屋「須磨屋」の娘だったが、7年前、旗本奴に謂れのないネタで強請られ身上を潰して父の源次郎が死に、生活に困るようになる。借金から逃げて江戸で泥水を啜るような暮らしを強いられ、4年前には内職で家を支えていた母も癆痎になって野垂れ死に、一膳飯屋の下働きなどを経て品川宿に流れて飯盛女をしていた時に吉兵衛に見初められ、彼の子を身ごもる。5人目の吉兵衛の妻となることが決まっている。
三五郎（さんごろう）
柳屋の向かいの小さな旅籠・三次屋の若旦那。吉兵衛の幼馴染。人一倍臆病なのに野次馬。善人で、過去4度も妻子を失った友人の吉兵衛を当人以上に案じ、三好屋に逗留する百介に智慧を借りに行く。
お徳（おとく）
吉兵衛の最初の妻。10年前、吉兵衛との間に子供の信吉をもうけるが、柳の下の祠を吉兵衛が壊した頃に、下女があやしている時に庭の枝垂柳の枝が頸に巻きつき、唐土の故事の如く息子が事故死する。暫くして錯乱から祠で胸を突いて自害をしたといい、半狂乱になった下女も居なくなって、後に身投げしたのか浜に遺体が打ち上げられた。
お喜美（おきみ）
お徳の死の3年後に吉兵衛が入れた後添え。3年経ったが子が出来ず、何かを怖がって里に戻されたという。里に帰った後は大井の小間物屋の後妻に入った。
おもん
お喜美との離縁から1年後に吉兵衛が迎えた3人目の妻。子供の庄太郎も生まれたが僅か3ヶ月で死んでしまう。子供を失って狂乱し、家を走り出て行方不明になったらしい。
お澄
その後に4度目となった妻。やはり子供を流して自らも命を落としたという。
柳屋 宗右衛門（やなぎや そうえもん）
柳屋の創業者。元は尾張の商人で、商才に長け、大きな舂米屋や煮売屋の店を幾つも持っていた。家康が品川町を東海道の第一宿と定めて間際のこと、東海道の玄関口、江戸の遊楽地としての発展を見越して、禁忌の土地とされた柳の大木がある場所に旅籠を建て、品川で出会ったお柳という女性を娶り商売を始めた。

## 帷子辻
1年ほど前より、京都・帷子辻に何度も女性の腐乱死体が現れる。夏も盛り、葉月の終わりに長崎にも用事のある靄船の林蔵は、旧知の又市に応援を頼み、事態の収拾を図る。しかし又市はあまり乗り気ではない。（書き下ろし）

### 登場人物
玉泉坊（ぎょくせんぼう）
異名：無動寺の玉泉坊（むどうじ の ぎょくせんぼう）
僧形の大男。大津辺りを縄張りにした無頼漢で又市の古い仲間。荒事を担当していた。一文字狸こと一文字屋仁蔵の手の物の一人。
お龍（おりょう）
異名：横川のお龍（よかわ の おりょう）
都の花売り・白川女の装束をした上品な顔立ちの女。2年前から林蔵と組んで仕事をしている。変装の名人で、鬼気迫るほどの演技を見せる。
笹山 玄蕃（ささやま げんば）
京都町奉行所与力。帷子辻に最初に捨てられていた女・さとの夫。人格高潔にして清廉潔白、情に篤く不正を憎むと評判で、間もなく筆頭与力にという声もあった。妻に先立たれた上に供養するはずの遺体を盗まれ腐らされて野晒しにされたことで相当参ってしまったらしく、気が萎え躰も毀して休職している。
さと
笹山玄蕃の妻女。所司代のお偉方の娘。1年前に流行風邪をこじらせて他界した後、何者かによって通夜の席から屍体を攫われる。それから2ヶ月が経った夏場に腐乱死体が帷子辻に捨てられる。
志づの
祇園の杵の字家の芸妓。器量が悪い訳でも芸が拙い訳でもないが、芸妓衆の中では地味な女で、人付き合いも控え目で親しい者もおらず、地道に稼ぐ質だったので杵の字屋の中でも浮いていた。何者かに攫われ扼殺され、さと同様に死後2ヶ月ほどしてから帷子辻に捨てられる。
とく
東山の料理渡世由岐屋の下女。今年の春、帷子辻に捨てられた三番目の女。人懐っこい娘だったとされる。骸は更に損傷が激しかったが、やはり扼殺されていた。
お絹
花売りの白川女。真面目で世話好きだったが首を吊って自害したのち、何者かに屍体を攫われる。つい一昨日に帷子辻に捨てられていたが首に縄がそのままついていたという。

## 用語
柳屋（やなぎや）
北品川宿の入り口にある旅籠。宿場中でも指折り古い、10代続く老舗であり、大きく立派な旅籠で、場所柄も客筋も良く、大層繁盛している。忌まわしい伝説のある禁忌の土地であったが、宿場の発展を見越した宗右衛門が創業し、老舗旅籠として盤石の地位を得たに留まらず、質屋、小間物屋、鮨渡世と次々手広く商売を始め、いずれも繁盛した。
建物の周りには弱郎が多く群生ており、特に中庭の池の端には一際大きな枝垂柳の古木が聳え、それが屋号の由来となっている。高さは大屋根を軽く超え、幹の太さは大人3人でも抱え切れぬ程。旅籠を立てる前からその地にあり、御神木や霊木、柳を伐り倒そうとして命を落とした者もあるなどの噂が絶えない祟り柳だったが、いつの頃からか柳屋の守り神となり、横に柳を祀る小さな祠も建てられた。

## 書誌情報
- 四六判：角川書店、1999年9月2日、ISBN 4-04-873163-7
- 新書判：中央公論新社〈C★NOVELS〉、2002年2月1日、ISBN 4-12-500749-7
- 文庫判：角川書店〈角川文庫〉、2003年6月25日、ISBN 4-04-362002-0